# Zinowij Lapin
Zinowij Fiodorowicz Lapin (ros. Зиновий Фёдорович Ляпин, ur. 10 listopada 1888 w guberni jekaterynosławskiej, zm. we wrześniu 1978 w Moskwie) – radziecki działacz partyjny i państwowy.

## Życiorys
W 1907 wstąpił do SDPRR, 1908 został aresztowany i skazany na zesłanie do Wolska w guberni saratowskiej, 1911 zwolniony. W 1917 organizował oddziały Czerwonej Gwardii, 1918 był przewodniczącym Komitetu Wykonawczego Rady Ługańskiej, 1918-1920 służył w Armii Czerwonej. Od 20 lutego 1920 do 4 stycznia 1923 był sekretarzem Biura Komitetu KP(b)U rejonu ługańskiego/Komitetu Powiatowego KP(b)U w Ługańsku, od stycznia 1923 do maja 1924 kierownikiem Wydziału Organizacyjnego Donieckiego Gubernialnego Komitetu KP(b)U, od 10 kwietnia 1923 do 6 grudnia 1925 członkiem KC KP(b)U, jednocześnie od 5 maja 1924 do grudnia 1925 sekretarzem odpowiedzialnym Komitetu Okręgowego KP(b)U w Ługańsku. Od grudnia 1925 do 1926 był przewodniczącym Wszechrosyjskiej Komisji ds. Ewakuacji Ładunków Wojskowych w Niżnym Nowogrodzie, 1926-1928 sekretarzem odpowiedzialnym Komitetu Okręgowego WKP(b) w Groznym, potem do 1930 sekretarzem odpowiedzialnym Kubańskiego Komitetu Okręgowego WKP(b). Od 1931 pracował na stanowiskach kierowniczych w Ukraińskiej SRR, 1934 został sekretarzem Komisji Partyjnej Donieckiej Obwodowej Komisji Kontrolnej KP(b)U, potem pełnomocnikiem Ludowego Komisariatu Przemysłu Ciężkiego w Donbasie, następnie do 1942 był dyrektorem fabryki. Został pochowany na Cmentarzu Nowodziewiczym.